# Michał Wołodyjowski

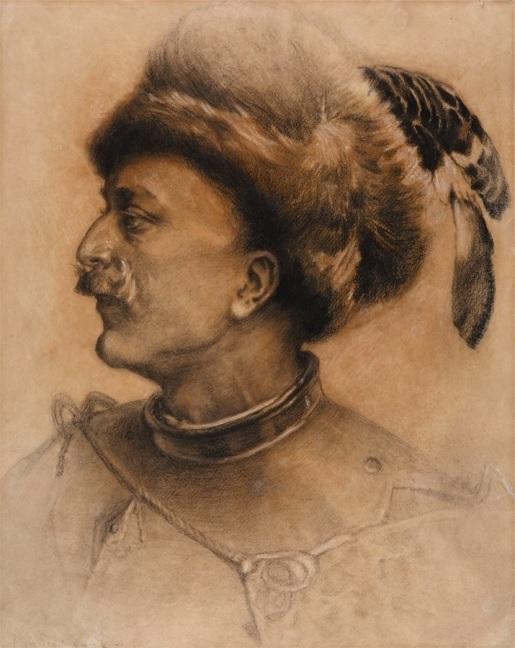
Pan Wołodyjowski (kresba, Piotr Stachiewicz, cca 1898)

Michał Wołodyjowski z rodu Korčaků je jméno, jež používal Jerzy Michał (Jiří Michal) Wołodyjowski, fiktivní postava z románové trilogie Henryka Sienkiewicze Ohněm a mečem (Ogniem i mieczem), Potopa (Potop) a Pan Wołodyjowski. 
Postava Michała Wołodyjowského je zčásti založená na autentické historické postavě, polského plukovníka Jerzyho Wołodyjowského. V trilogii je vylíčen jako statečný a věrný voják, "nejlepší šavle Polska". 
Všechny tři romány byly zfilmovány Jerzym Hoffmanem, ve filmech Pan Wołodyjowski (1968) a Potopa (1974) hraje Michala Wołodyjowského Tadeusz Łomnicki, ve filmu Ohněm a mečem (1999) jej hraje Zbigniew Zamachowski. Nezávisle na filmech byl roku 1969 v režii Pawla Komorowského natočen i televizní seriál Příhody pana Michala (Przygody pana Michała), ve kterém hrál titulní roli opět Tadeusz Łomnicki.